# Indianola (Iowa)
Indianola è un comune degli Stati Uniti d'America, situato in Iowa, nella contea di Warren.